# Lorenzo Ruiz
Lorenzo Ruiz (Binondo, Filipini, oko 1600. – Nagasaki, Japan, 29. rujna 1637.), prvi filipinski svetac i mučenik. Spomendan mu je 28. rujna. Zaštitnik je filipinske mladeži, Filipinaca kineskog podrijetla, filipinskih radnika u inozemstvu i siromašnih. 

## Životopis
Kao dijete oca Kineza i majke Filipinke, naučio je i kinseki i tagaloški jezik. Oba roditelja bili su katolici. Lorenzo je bio ministrant i zvonar u crkvi dominikanskog samostana Binondo. Zbog svoje vještine pisanja, stekao je titulu kaligrafa. Postao je član "Bratstva Svete Krunice".
Dok je obavljao službeničke poslove u crkvi u Binondu, lažno je optužen, da je 1636. godine ubio Španjolca. Prije ovog incidenta imao je sa svojom filipinskom suprugom i troje djece miran, vjernički život. Tražio je azil i uz pomoć dominikanskog svećenika Giovannija Yagoa došao na brod, na kojem su osim njega bila tri dominikanca (sv. Antonio Gonzalez, sv. Guillermo Courtet i sv. Miguel de Aozaraza), japanski svećenik (sv. Vicente Shiwozuka de la Cruz) i gubavac laik (sv. Lazar od Kyota).
Brod je plovio prema Okinawi. U to vrijeme, Šogunat Tokugawa progonio je kršćane i grupa je uhićena zbog njihove kršćanske vjere. Nakon dvije godine što su proveli u zatvoru, prebačeni su na suđenje u Nagasaki. Bili su mučeni, ali nisu se odrekli vjere i umrli su mučeničkom smrću. Zadnje riječi Lorenza Ruiza bile su: "Ego Catholicus sum et animo prompto paratoque pro Deo mortem obibo. Si mille vitas haberem, cunctas ei offerrem." (hrv. "Ja sam katolik i cijelim svojim srcem prihvaćam smrt za Krista. Da imam tisuću života, sve bi mu ponudio.")

## Štovanje
Papa Ivan Pavao II. proglasio ga je blaženim u Manili 18. veljače 1981. godine. To je bila prva beatifikacija izvan Vatikana. Isti papa proglasio ga je svetim 18. listopada 1987. godine u Rimu. Posebno se časti u njegovu rodnu mjestu Binondo. Tamo se po njemu zove bazilika.